# Знание
Знанието (или познание) е осъзнаването на фактите или практическите умения в дадена област, като може да включва и запознатостта с предмети или ситуации. В по-общ смисъл то включва науката като цяло.
Знанието за факти, наричано също съждително знание, често се определя като истинно вярване, отличаващо се от мнението или предположението по своята обоснованост. Макар сред философите да има широко съгласие, че съждителното знание е форма на истинно вярване, обосноваността е в центъра на много противоречия – дали изобщо е необходима, как да бъде разбирана и дали е необходимо нещо друго освен нея. Тези противоречия се усилват в резултат на поредица мисловни експерименти, развити от Едмънд Гетиър, довеждайки до различни алтернативни дефиниции. Някои от тях отхвърлят необходимостта от обоснованост и я заместват с други условия, като надеждност или епистемични добродетели. Други приемат, че обосноваността е необходима, но формулират допълнителни условия, например отсъствието на опровержения.
Знанието може да се създава по различни начини. Най-важният източник на емпирично познание са възприятията, обхващащи използването на сетивата. Много теоретици смятат и интроспекцията за източник на познание – не за външните физични обекти, а за собственото умствено състояние. Други източници включват също паметта, рационалната интуиция, разсъждението и свидетелстването. Според фундаментализма някои от тези източници са базови и могат да обосновават вярвания без да зависят от други умствени състояния. Този възглед се отхвърля от кохерентизма, според който необходимо условие на познанието е достатъчна степен на съгласуваност между всички умствени състояния на субекта.

## Определения
В историята на философията са предлагани множество различни определения на познанието. Повечето определения за познание в аналитичната философия разглеждат три основни типа. „Знанието, че“, наричано също пропозиционно познание, може да се изрази чрез „че“-твърдения, като „Аз знам, че Иван си е вкъщи“. „Знанието как“ (ноу-хау) изразява практическа компетентност, като в „Тя знае как да плува“. И накрая, „знанието чрез запознатост“ се отнася за привичността на определен обект въз основа на предходен пряк опит. В своите определения аналитичните философи обикновено се стремят да установят съществените характеристики на пропозиционното познание. Съществува широко, макар и не пълно, съгласие между философите, че познанието включва когнитивен успех или епистемичен контакт с реалността, както и че пропозиционното познание е форма на истинно вярване.
Въпреки съгласието за изброените общи характеристики на познанието, остават и множество дълбоки различия за точното определение за него. Тези различия са свързани с целите и методите в епистемологията и други области или с разминавания в стандартите за познание, които трябва да бъдат спазени. Някои автори се фокусират върху най-очевидните характеристики в опит да дадат практически използваемо определение. Други се опитват да изведат теоретично прецизно определение чрез изброяване на условия, които да са необходими поотделно и достатъчни като цяло. Този подход често е наричан „анализ на познанието“, „понятие за познанието“ или „теория на познанието“. Той може да се представи с аналогията за това, как химиците анализират дадено вещество, търсейки всички химични елементи, които го съставят. Пример за този подход е характеризирането на познанието като обосновано истинно вярване, което е разглеждано от много философи като стандартното определение. Други автори търсят общото ядро на различни примери за знание, например епистемологията на „осъзнаването преди всичко“ на Пол Силва или дефиницията на Бари Алън на познанието като „превъзхождащо артифактно представяне“.
Методологичните различия се отнасят до това дали изследването се основава на абстрактни и общи интуиции, или на конкретни и специфични случаи, като двата подхода се наричат съответно методизъм и партикуларизъм. Друг източник на несъгласия е ролята на обикновения език в изследването – каква тежест се придава на начина на използване на понятието „познание“ в ежедневната реч. Така според Лудвиг Витгенщайн не съществува отчетливо определение на познанието, тъй като то е само струпване на концепции, свързани чрез семейна прилика. Различните разбирания за стандартите на познание също водят до различни несъгласия. Някои епистемолози смятат, че към познанието има много високи изисквания, като непогрешимост, и по тази причина то е много рядко. Други го разглеждат като обичайно явление, често срещано в много ежедневни ситуации без прекалено високи стандарти.
В аналитичната философия познанието обикновено се разглежда като умствено състояние на отделната личност, но понятието понякога се използва и в значението на характеристика на група от хора като групово познание, социално познание или колективно познание. В малко по-различен смисъл то може да обозначава и знанието, съхранявано в документи, като при „знанието в библиотеката“ или „база знания“ на експертна система.

## Процес на придобиване на знание
Придобиването на знание включва комплекс от когнитивни процеси: възприятие, учене, комуникация, асоциация и разсъждение. Терминът знание също се използва за да обозначи сигурното разбиране на субекта със способността да го използва за специфични цели, ако е подходящо.

### Житейски опит
Човек придобива по-голямата част от знанията като усвоява повече или по-малко системно натрупания от обществото опит с обективната действителност. Разглежда се както опитът от ежедневието, така и резултатите от научни познания. Неръководеното, спонтанно добиване на опит, каквото първоначално получават децата, не може да бъде противопоставено на усвояването на общественото знание; то се вмества в многообразните обществени отношения.

### Качество на знанието
Качеството на знания за конкретен индивид се определя само в процес на умствена дейност при дадени вътрешни и външни условия, например при възпроизвеждането като отговор на различни изисквания и въздействия, при решаване на даден проблем и др. Качеството на знание е в неделима връзка и взаимодействие със способностите, нагласите, мотивацията и други свойства на личността, които въздействат върху протичането на определена умствена дейност.
Йоахим Ломпшер (на немски: Joachim Lompscher, Prof. Dr. sc. paed.), немски психолог, определя следните критерии за оценяване качествата на знанията:
- Правилност – степента на покритие между твърденията и съответните действия, от една страна, и обществените знания, от друга. При учениците се съпоставя учебното съдържание в дадена област с обективната действителност.
- Обобщеност – установява се от степента на покритие между общото, особеното и единичното в твърденията (теориите, законите, правилата, фактите) и съответните действия по отношение на определена система от знания или нейна част.
- Конкретност и нагледност – степента на покритие между конкретното и абстрактното. Зависи от наличието и относителната действеност на сетивно-конкретните и абстрактно вербалните елементи в системата от знания и чрез наличието на взаимовръзки между тях.
- Системност – проявява се в изграждането на единна повече или по-малко структурирана и обширна система от знания. Проявява се в степента на подреденост и обвързаност на знанията за дадена област и във връзките между знанията за различни области.
- Трайност – степента на затвърденост на съдържанието на умствената дейност. Основава се на:
  - обема от възпроизведеното;
  - вида и съставните части на възпроизведената област от знания;
  - качествените изменения в знанията в сравнение с възпроизвеждането непосредствено след първото усвояване;
  - времето, изминало от първото усвояване до възпроизвеждането.
- Разполагаемост – степента на приложимост и преносимост на знанията.
- Смисленост – степента на субективната значимост на знанията.

### Проверка на знанията
Прилагат се тестове за знания. Те са тестове в по-широкия смисъл на думата – методи, които установяват обема, системността, трайността, приложимостта на знанията.
Пример за организирана национална проверка на знанията на учениците, завършващи средно образование, са зрелостните изпити. По време на обучението си от втори до дванадесети клас в българското училище се извършва текущо оценяване на знанията и уменията им по различните учебни предмети.

## Символ
По времето на ренесанса в Италия, скрижалите се изобразяват като разтворена книга, символ на знанието.

## Определено знание (философия)
Определението за знание е въпрос на растящи дебати сред философите в полето на епистемологията. Класическата дефиниция е описана, но в крайна сметка не е подкрепена от Платон, е че, за да има знание трябва да са изпълнени поне три критерия; за да се брои като знание, изказването трябва да бъде оправдано, истинно и убеждение. Някои претендират, че тези условия не са достатъчни като с демонстрираните примери със случая на Гетиер. Има редица предложени алтернативи, включително аргументите на Робърт Нозик за изискването, че знанието проследява истината и допълнителното изискване на Симон Блекбърн, че не искаме да кажем, че този, който среща някое от тези условия „чрез дефект, пропуск или провал“ има знание.

## Видове знание според Ломпшер (1975)
Разграничават се четири вида знания, които взаимно се обуславят и проникват:
- Знание за факти – съдържа знания за обектите в заобикалящия свят, техните свойства и отношения. Биват както образно-предметни, например представи, така и абстрактно-словесни, например понятия от най-различна степен на обобщеност. Те са основата на другите видове знания.
- Знание за методи – отнася се до начина на извършване на определено действие. Тук спадат обикновените външни действия, като миене на зъби или писане, но и умствени действия, напр. граматически разбор на изречение, решаване на задача по математика, както и техники на умствената дейност, правила за по-ефективно учене и др. Преподаването на знания на ученици налага точни инструкции за извършването на едно действие и за това, на което трябва да се обърне специално внимание. На основа знанията за методи се развиват уменията и способностите.
- Знание за норми – насочени предимно към човешките взаимоотношения и поведението спрямо другите. Те са резултат от обществените норми на поведение, като идеология, морал и нрави. Необходимо е да се осъзнаят от учащия се, за да могат да бъдат приложени в регулацията на собственото поведение. Но предаването на знания за норми не е достатъчно за изграждане на поведение, съобразено с нормите. Тези знания са необходимо, но не е достатъчно условие за такова поведение.
- Знание за ценности – съдържа знания за политическите, мирогледните, моралните и естетическите стойности. Изграждането на способности за критично отношение към явленията и събитията от околния свят, т.е. способност за оценяване се разглежда като определено от обективните интереси и позиции на дадената група, класа, общество, чийто член е отделната личност. Това знание е необходимо за вземането на правилно становище от субекта.

## Управление на знанията
Управлението на знанието е административен подход за боравене с практическите знания на дадена организация. Този подход се занимава със съществуващите знания, изграждането на нови знания, а също и с начините за съхранение на данни. Съществуващите знания както и новите знания допринесат за засилване на ефективното използване на фирмените ресурси и следователно за по-доброто функциониране на бизнес организацията. Ето защо непрекъснато се търсят начини за управление на знанията.

## Други
На знанието е наречена улица в квартал „Бенковски“ в София (Карта).